# Leonid Karpowitsch Meschkow
Leonid Karpowitsch Meschkow (russisch Леонид Карпович Мешков; * 14. Januar 1916 in Wolgograd; † 4. März 1986 in Moskau) war ein sowjetischer Schwimmer.

## Karriere
Meschkow begann seine Karriere bei nationalen Meisterschaften. Zwischen 1932 und 1952 konnte er sich 42 sowjetische Titel sichern, obwohl seine Laufbahn durch den Deutsch-Sowjetischen Krieg unterbrochen wurde, in dem er auch eine Verletzung erlitt. Im Dezember 1949 brach er den Weltrekord über 100 m Brust. Bis Mai 1951 konnte er diesen vier Mal verbessern. 1952 nahm Meschkow an den Olympischen Spielen teil. Mit der Staffel über 4 × 200 m Freistil erreichte er den zehnten Rang. Im Anschluss war er Professor an der Lomonossow-Universität Moskau.